# Segré-en-Anjou Bleu
Segré-en-Anjou Bleu – gmina we Francji, w regionie Kraj Loary, w departamencie Maine i Loara. W 2013 roku liczba ludności wynosiła 17 507 mieszkańców.
Gmina została utworzona 15 grudnia 2016 roku z połączenia 15 ówczesnych gmin: Aviré, Le Bourg-d’Iré, La Chapelle-sur-Oudon, Châtelais, La Ferrière-de-Flée, L’Hôtellerie-de-Flée, Louvaines, Marans, Montguillon, Noyant-la-Gravoyère, Nyoiseau, Sainte-Gemmes-d’Andigné, Saint-Martin-du-Bois, Saint-Sauveur-de-Flée oraz Segré. Siedzibą gminy została miejscowość Segré.